# Isabel Juliana do Eslésvico-Holsácia-Sonderburgo-Nordeburgo
Isabel Juliana de Eslésvico-Holsácia-Sonderburgo-Nordeburgo (24 de maio de 1634 - 4 de fevereiro de 1704) foi duquesa-consorte de Brunsvique-Luneburgo e princesa-consorte de Volfembutel através do seu casamento com António Ulrich, Duque de Brunsvique-Luneburgo.

## Família
Isabel Juliana foi a filha mais velha do segundo casamento entre o duque Frederico de Eslésvico-Holsácia-Sonderburgo-Nordeburgo e a princesa Leonor de Anhalt-Zerbst. Os seus avós paternos eram Luís Rudolfo, Duque de Brunsvique-Luneburgo e a duquesa Isabel de Brunswick-Grubenhagen. Os seus avós paternos eram o príncipe Rudolfo de Anhalt-Zerbst e a duquesa Doroteia Edviges de Brunsvique-Volfembutel.

## Casamento e descendência
Isabel Juliana casou-se com António Ulrich, Duque de Brunsvique-Luneburgo no dia 17 de agosto de 1656 de quem teve treze filhos:
1. Augusto Frederico de Brunsvique-Volfembutel (24 de agosto de 1657 - 2 de agosto de 1676), morreu aos dezoito anos de idade em batalha; sem descendência.
2. Isabel Leonor de Brunsvique-Volfembutel (30 de setembro de 1658 - 5 de março de 1729), casada com o duque Bernardo I, Duque de Saxe-Meiningen; com descendência.
3. Ana Sofia de Brunsvique-Volfembutel (29 de outubro de 1659 - 28 de junho de 1742), casada com o marquês Carlos Gustavo de Baden-Durlach; com descendência.
4. Leopoldo Augusto de Brunsvique-Volfembutel (27 de fevereiro de 1661 - 5 de março de 1662), morreu aos 6 dias de idade.
5. Augusto Guilherme de Brunsvique-Luneburgo (8 de março de 1662 - 23 de março de 1731), duque de Brunsvique-Luneburgo; sem descendência.
6. Augusto Henrique de Brunsvique-Volfembutel (14 de agosto de 1663 - 24 de fevereiro de 1664), morreu aos cinco meses de idade.
7. Augusto Carlos de Brunsvique-Volfembutel (4 de agosto de 1664 - 20 de dezembro de 1664), morreu aos quatro meses de idade.
8. Augusto Francisco de Brunsvique-Volfembutel (6 de outubro de 1665 - 14 de dezembro de 1666), morreu aos catorze meses de idade.
9. Augusta Doroteia de Brunsvique-Volfembutel (16 de dezembro de 1666 - 12 de julho de 1751), casada com António de Schwarzburg-Sondershausen; sem descendência.
10. Amélia de Brunsvique-Volfembutel (7 de junho de 1668 - 1 de novembro de 1668), morreu aos quatro meses de idade.
11. Henriqueta Cristina de Brunsvique-Volfembutel (19 de setembro de 1669 - 12 de março de 1753), abadessa de Gandersheim; sem descendência.
12. Luís Rudolfo, Duque de Brunsvique-Luneburgo (22 de julho de 1671 - 1 de março de 1735), casado com a princesa Cristina Luísa de Oettingen-Oettingen; com descendência.
13. Sibila Ursula de Brunsvique-Volfembutel (3 de setembro de 1672]- 1 de abril de 1673), morreu aos seis meses de idade.